# Новая Зеландия на зимних Олимпийских играх 1992
Новая Зеландия принимала участие в Зимних Олимпийских играх 1992 года в Альбервиле (Франция) в девятый раз за свою историю, и завоевала первую медаль зимних Олимпийских игр. Страну представляли 5 мужчин и 1 женщина, принимавшие участие в соревнованиях по горнолыжному спорту и шорт-треку. Серебро в слаломе завоевала Аннелиз Кобергер. Эта медаль до 2018 года была единственной в коллекции зимних наград сборной Новой Зеландии, пока на Играх в Пхёнчхане новозеландцы выиграли медали во фристайле и сноуборде.

## Медали

### Серебро
| Серебро |                  |                            |
| №       | Спортсмены       | Вид спорта (дисциплина)    |
| 1       | Аннелиз Кобергер | Горнолыжный спорт (Слалом) |

## Результаты

### Горнолыжный спорт
Спортсменов — 2
После первой попытки Аннелиз Кобергер занимала лишь восьмое место, но очень удачное выступление во второй попытке и ошибки лидеров, позволили Аннелиз подняться на 2 место. Эта медаль стала первой для представителей Южного полушария на зимних Олимпиадах.
Мужчины
| Спортсмен        | Вид               | 1 спуск        | 2 спуск   | Всего   | Отставание | Место |
| ---------------- | ----------------- | -------------- | --------- | ------- | ---------- | ----- |
| Саймон Ви Рутене | Слалом            | Не финишировал | Не прошёл | -       | -          | -     |
| Саймон Ви Рутене | Гигантский слалом | 1.09,52        | 1.06,09   | 2.15,61 | +8,63      | 28    |
| Саймон Ви Рутене | Супергигант       |                |           | 1.17,86 | +4,82      | 42    |

Женщины
| Спортсмены       | Соревнование | 1 спуск | 2 спуск | Всего   | Отставание | Место |
| ---------------- | ------------ | ------- | ------- | ------- | ---------- | ----- |
| Аннелиз Кобергер | Слалом       | 49,02   | 44,08   | 1.33,10 | +0,42      |       |

### Шорт-трек
Спортсменов — 4
В двух гонках, проводимых в рамках соревнований по шорт-треку, спортсмены Новой Зеландии останавливались в шаге от пьедестала, уступая своим соперникам лишь в финишном створе.
Мужчины
| Спортсмен                                             | Вид         | Отборочный раунд | Отборочный раунд | Четвертьфинал | Четвертьфинал | Полуфинал | Полуфинал | Финал     | Финал     | Финал     | Место |
| Спортсмен                                             | Вид         | Результат        | Место            | Результат     | Место         | Результат | Место     | Название  | Результат | Место     | Место |
| ----------------------------------------------------- | ----------- | ---------------- | ---------------- | ------------- | ------------- | --------- | --------- | --------- | --------- | --------- | ----- |
| Майк МакМиллен                                        | 1000 метров | 1.33,57          | 1                | 1.32,69       | 2             | 1.31,60   | 1         | А         | 1.31,32   | 4         | 4     |
| Крис Николсон                                         | 1000 метров | 1.33,45          | 3                | Не прошёл     | Не прошёл     | Не прошёл | Не прошёл | Не прошёл | Не прошёл | Не прошёл | 17    |
| Майк МакМиллен Эндрю Николсон Крис Николсон Тони Смит | Эстафета    |                  |                  | 7.21,31       | 3             | 7.22,38   | 2         | А         | 7.18,91   | 4         | 4     |